# Gammelpreussere
Gammelpreusserne var et baltisk folkeslag som levede i de historiske områder Østpreussen og Vestpreussen, mellem floden Weichsel/Wisła og Memelland. Gammelpreusserne talte gammelpreussisk, et vestbaltisk sprog.
Gammelpreusserne var hedninge, og i 1200-tallet blev Den tyske orden hentet til Preussen for at kristne gammelpreusserne. Dette førte til, at gammelpreusserne enten blev fortrængt af tyske nybyggere eller germaniseret (assimileret ind i den tyske befolkning).
Det gammelpreussiske sprog overlevede blandt dele af befolkningen frem til 1700-tallet, hvor man regner med, at den sidste, som beherskede sproget, døde.